# ریکا فوکامی
ریکا فوکامی (انگلیسی: Rika Fukami; ۸ اوت ۱۹۶۳ – ) صداپیشه اهل ژاپن بود.